# 聖馬刁 (加利福尼亞州)
圣马特奥（西班牙語：San Mateo，中國大陸多譯為聖馬特奧；即圣瑪竇），是一个位于美国加利福尼亚州聖馬刁郡的城市，在临近旧金山的海湾地区。聖馬刁在2010年人口普查時的人口為97,207人，是旧金山半岛較大的一个郊区城市，位于貝爾蒙特（Belmont）北邊、伯靈格姆（Burlingame）南邊、福斯特城（Foster City）西邊、海蘭茲-貝伍德公園（Highlands-Baywood Park）以及希爾斯伯勒（Hillsborough）东邊，總面積為41平方（16平方英里），當中31平方（12平方英里）是陸地。聖馬刁市政府建制於1894年9月3日。

## 地理
- 佔地面積：41.14 平方公里
- 人口：10.22 萬 (2021 年)
- 海拔高度：14 公尺

## 知名居民
- 麥可·艾倫（英语：Michael Allen (golfer)），職業高爾夫球運動員。
- 湯姆·布雷迪，尤尼佩羅塞拉高中（英语：Junípero Serra High School (San Mateo, California)）校友，NFL四分衛，4屆超級碗冠軍，3屆超級碗最有價值球員。
- 丹尼斯·海斯伯特，黑人男演員，曾經參演電視劇《24》。

## 姊妹市
- 日本豐中市（1963年）